# Bening
För andra betydelser, se Bening (olika betydelser).
Bening (Albula vulpes) är en fiskart som först beskrevs av Carl von Linné 1758.  Bening ingår i släktet Albula och familjen Albulidae. Inga underarter finns listade.
Bening blir upp till 104 cm lång samt upp till 10 kg tung. I ryggfenan finns inga taggstrålar och 15 till 19 mjukstrålar. Analfenan har inga taggstrålar och 7 till 9 mjukstrålar. Bröstfenorna är nära kroppen gula. Simblåsan kan i viss mån användas för andning.
Arten förekommer i Mexikanska golfen och Karibiska havet nära kusterna. Den dyker till ett djup av 50 meter. Exemplaren vistas i områden med sjögräs och nära korallrev. Födan utgörs av havslevande blötdjur, av kräftdjur och av några små fiskar. Vid Bahamas föredrar små exemplar maskar och större individer andra ryggradslösa djur. Fortplantningen sker mellan oktober och april och honor lägger ägg. Några individer kan leva 20 år.
Bening fiskas som matfisk. Enligt uppskattningar minskade hela populationen med 20 procent under de gångna 35 åren (räknad från 2011). IUCN kategoriserar arten globalt som nära hotad.

## Bildgalleri

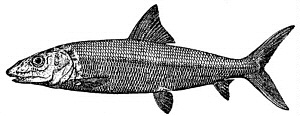
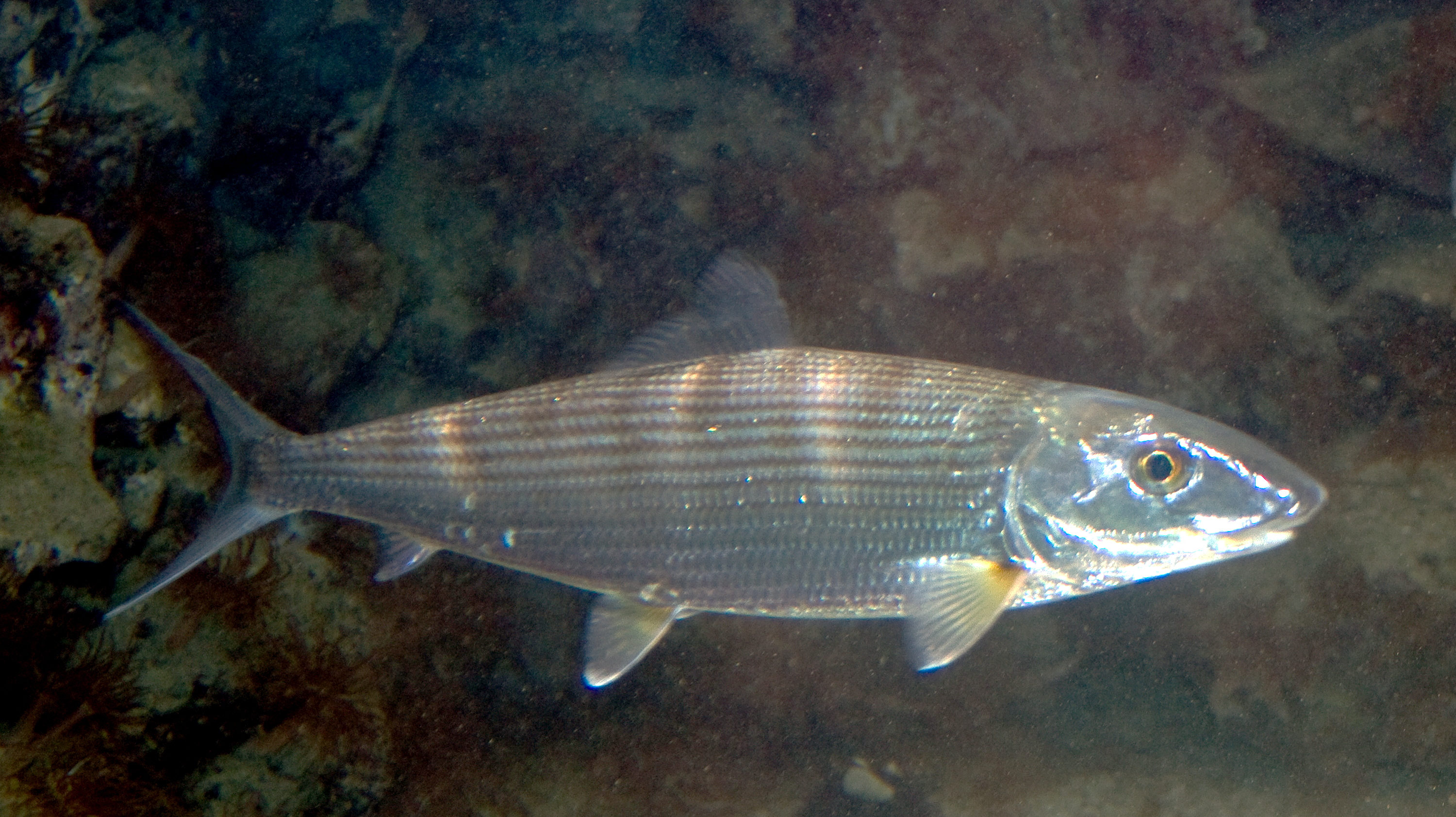